# Napeanthus primulifolius
Napeanthus primulifolius är en tvåhjärtbladig växtart som först beskrevs av Giuseppe Raddi, och fick sitt nu gällande namn av Noel Yvri Sandwith. Napeanthus primulifolius ingår i släktet Napeanthus och familjen Gesneriaceae. Inga underarter finns listade i Catalogue of Life.